# Les Nouillers
Les Nouillers is een gemeente in het Franse departement Charente-Maritime (regio Nouvelle-Aquitaine) en telt 611 inwoners (1999). De plaats maakt deel uit van het arrondissement Saint-Jean-d'Angély.

## Geografie
De oppervlakte van Les Nouillers bedraagt 24,3 km², de bevolkingsdichtheid is 25,1 inwoners per km².
De onderstaande kaart toont de ligging van Les Nouillers met de belangrijkste infrastructuur en aangrenzende gemeenten.

## Demografie
Onderstaande figuur toont het verloop van het inwonertal (bron: INSEE-tellingen).